# John Luther Adams
John Luther Adams (Meridian, 23 gennaio 1953) è un compositore statunitense la cui musica è ispirata alla natura, in particolare ai paesaggi dell'Alaska, dove visse dal 1978 al 2014. Il suo lavoro orchestrale Become Ocean ha vinto nel 2014 il Premio Pulitzer per la musica.

## Biografia
Nato a Meridian, nel Mississippi, Adams iniziò a suonare da adolescente come batterista di gruppi rock. Frequentò il California Institute of the Arts come studente universitario nei primi anni '70, studiando con James Tenney e Leonard Stein e si laureò nel 1973. Dopo la laurea Adams iniziò a lavorare nella protezione ambientale e attraverso questo lavoro andò per la prima volta in Alaska nel 1975. Si trasferì in Alaska nel 1978 e vi ha vissuto fino al 2014. Ora vive tra New York e il deserto di Sonora in Messico. Continua ad essere un'influenza importante nella sua musica. Dal 1982 al 1989 ha suonato come timpanista e principale percussionista con la Fairbanks Symphony Orchestra e l'Arctic Chamber Orchestra.

## Carriera
Il lavoro di composizione di Adams si estende su molti generi e mezzi. Ha composto per televisione, cinema, teatro per bambini, voce, strumenti acustici, orchestra ed elettronica. Dal 1998 al 2002 è stato professore associato di composizione al Conservatorio di musica di Oberlin.

### Influenza della natura
Adams ha descritto la sua musica come "[...] profondamente influenzata dal mondo naturale e da un forte senso del luogo. Attraverso l'ascolto prolungato delle sottili risonanze del paesaggio sonoro del nord, spero di esplorare il territorio della geografia sonora: quella regione tra luogo e cultura ... tra ambiente e immaginazione".
Il suo amore per la natura, la preoccupazione per l'ambiente e l'interesse per l'importanza di luoghi specifici lo portarono a perseguire il concetto di geografia sonora. I primi esempi di questa idea comprendono due opere scritte durante il soggiorno di Adams nella Georgia rurale: Songbirdsongs (1974-80), una raccolta di pezzi in miniatura indefiniti per ottavini e percussioni basati su libere interpretazioni dei canti degli uccelli e Night Peace (1977), un lavoro vocale che cattura il paesaggio sonoro notturno della Palude di Okefenokee attraverso trame sonore a lenta evoluzione e sparse.
La sua opera, Sila: The Breath of the World, rappresenta "l'elemento aria", segue la rappresentazione dell'acqua in Become Ocean e "l'elemento terra" in Inuksuit, un pezzo per percussioni all'aperto. La sua musica dice, è "la nostra consapevolezza del mondo in cui viviamo e la consapevolezza del mondo di noi".
Tra i suoi lavori più recenti, Across the Distance, per un gran numero di corni, è stato presentato per la prima volta il 5 luglio 2015 nella tenuta di Cambo, a Fife, in Scozia, nell'ambito dell'East Neuk Festival. La sua registrazione di Ilimaq (viaggi spirituali), un'opera da solista per percussioni, suonata da percussionisti, compositori e il batterista di Wilco Glenn Kotche, è stata pubblicata nell'ottobre 2015. Una combinazione di musica classica contemporanea, registrazioni su un campo dell'Alaska e suoni trovati nel mondo della natura, evoca i viaggi di uno sciamano sul suono di un tamburo da e verso il mondo degli spiriti.

## Premi e riconoscimenti
Nel 2014 Adams ha vinto il Premio Pulitzer per la musica per il suo pezzo orchestrale Become Ocean, che Alex Ross del The New Yorker ha definito "la più piacevole apocalisse nella storia della musica". È stato presentato per la prima volta nel 2013 da Ludovic Morlot e la Seattle Symphony ed è stato eseguito dallo stesso direttore d'orchestra e la stessa orchestra al festival musicale Spring For Music del 2014 alla Carnegie Hall. Adams non era mai stato alla Carnegie Hall prima di ascoltare il suo lavoro suonato là in un teatro tutto esaurito. La registrazione del suono surround di Become Ocean su Cantaloupe Music ha debuttato piazzandosi al numero 1 della Classifica Billboard Traditional Classical, rimase lì per due settimane consecutive e vinse il Grammy Award come migliore composizione classica contemporanea. Tutte le sue opere sono pubblicate da Taiga Press (BMI) e disponibili da Theodore Front Musical Literature, n.d.
Nell'ottobre 2015 Adams ha ricevuto lo William Schuman Award dalla Columbia University. Tra gli spettacoli che gli hanno fatto conquistare il premio figurano una serie di concerti della sua musica al Miller Theatre, tra cui Clouds of Unknowing, For Lou Harrison e In the White Silence.
- L'8 febbraio 2015 Adams ha vinto un Grammy nella categoria Migliore composizione classica contemporanea per il suo Become Ocean.
- Nel novembre 2014 Adams è stato nominato Compositore dell'Anno Musical America 2015.[15]
- Adams è stato il destinatario del premio Nemmers 2010 in Music Composition. È stato citato dal comitato di selezione per la fusione del mondo fisico e musicale in una visione artistica unica che trascende i confini stilistici (Moore 2010).
- La registrazione da parte di Callithumpian Consort di Four Thousand Holes di Adams è stata segnalata come una delle migliori registrazioni classiche del 2011 del The New Yorker[16].
- Nel 2012 ha ricevuto il 17º premio annuale Heinz con una particolare attenzione all'ambiente.[17]
- Nel 2006 Adams è stato nominato uno dei primi United States Artists Fellows. Ha ricevuto premi e borse dal National Endowment for the Arts, dalla Rockefeller Foundation, dalla Rasmuson Foundation e dalla Foundation for Contemporary Arts.[1]
- Adams ha ricevuto un premio Foundation of Contemporary Arts Grant to Artists nel 1993.[18]

## Lista delle opere
- Green Corn Dance (1974) per percussioni ensemble
- Night Peace (1976) per antiphonal cori, solo soprano, arpa, e percussioni
- songbirdsongs (1974–80) per 2 piccolos e 3 percussioni
- Strange Birds Passing (1983) per coro di flauto
- up into the silence (1978/84) (poem di E. E. Cummings) per voce e piano
- How the Sun Came to the Forest (1984) (poema di John Haines) per coro e alto flauto, English corno, percussioni, arpa, e archi
- The Far Country of Sleep (1988) per orchestra
- Giving Birth to Thunder, Sleeping With His Daughter, Coyote Builds North America (1986–90) per teatro
- magic song for one who wishes to live e the dead who climb up to the sky (1990) per voce e piano
- Dream in White-on-White (1992) per orchestra
- Earth e the Great Weather (1990–93) per teatro, libretto published in the book "Inukshuk" edited di ARBOS – Company per Music & Theater, Vienna 1999, ISBN 3-85266-126-9
- Five Yup'ik Dances (1991–94) per sola arpa
- Crow e Weasel (1993–94) (storia di Barry Lopez) per teatro
- Sauyatugvik: the Time of Drumming (1995) per orchestra
- Clouds of Forgetting, Clouds of Unknowing (1991–95) per orchestra
- Sauyatugvik: The Time of Drumming (1996) versione per 2 piani, timpani, e 4 percussioni
- Five Athabascan Dances (1992/96) per arpa e percussioni
- Strange e Sacred Noise (1991–97) per quartetto di percussioni
- Make Prayers to the Raven (1996/98) flauto, violino, arpa, violoncello, e percussioni
- In the White Silence (1998) per orchestra
- Qilyaun (1998) per quattro tamburi bassi
- Time Undisturbed (1999) per 3 shakuhachi, 3 koto, e shō
- In a Treeless Place, Only Snow (1999) per celesta, arpa, 2 vibrafoni, e quartetto d'archi
- The Light That Fills the World (1999–2000) per orchestra
- Among Red Mountains (2001) per solo piano
- The Immeasurable Space of Tones (1998–2001) per violino, vibrafono, piano, sustaining keyboard, contrabbasso
- The Farthest Place (2001) per violino, vibrafono, marimba, piano, contrabbasso
- After the Light (2001) per alto flauto, vibrafono, arpa
- Dark Wind (2001) per clarinetto basso, vibrafono, marimba, piano
- Red Arc/Blue Veil (2002) per piano, mallet percussioni, e suoni processati
- The Mathematics of Resonant Bodies (2002) per percussioni soliste e suoni processati
- Poem of the Forgotten (2004) (poema di John Haines) per voce e piano
- for Lou Harrison (2004, premiere 2005) per quartetto d'archi, orchestra d'archi, e 2 piani
- ...and bells remembered... (2005) per bowed crotales, orchestra di campane, chimes, vibrafono e bowed vibrafono
- for Jim (rising) (2006) per tre trombe e tre tromboni
- Always Very Soft (2007) per trio di percussioni
- Dark Waves (2007) per orchestra e suoni elettronici
- Little Cosmic Dust Poem (2007) per voce (media) e piano
- Nunataks (Solitary Peaks) (2007) per solo piano
- Three High Places (2007) per solo violino
- The Light Within (2007) per alto flauto, clarinetto basso, vibrafono/crotales, piano, violino, violoncello e suoni elettronici
- Sky with Four Suns e Sky with Four Moons (2008) per quattro cori
- the place we began (2008) quattro soundscapes elettroacustiche
- Inuksuit (2009) per nove fino a novantanove percussioni
- Four Thousand Holes (2010) per piano, percussioni, e suoni elettronici
- The Wind in High Places (2011) per quartetto d'archi
- I L I M A Q (2012), un'opera per batteria, presentata all'università del Texas ad Austin, eseguita da Glenn Kotche
- Become Ocean (2013) per orchestra, prima alla Seattle Symphony, 20 giugno 2013, diretta da Ludovic Morlot
- Become River (2013) per orchestra da camera, prima della Saint Paul Chamber Orchestra, April 3, 2014, diretta da Steven Schick
- Ten Thousand Birds (2014) per orchestra da camera, prima di Alarm Will Sound, 19 ottobre 2014[19]
- Sila: The Breath of the World (2014) per coro, percussioni, archi, ottoni, e legni prima alla Mostly Mozart Festival at Lincoln Center, July 25, 2014, diretta da Doug Perkins
- Across the Distance (2015) per corni in multipli di 8, prima alla East Neuk Festival al Cambo estate, July 5, 2015, guidata da Alec Frank-Gemmill[20].
- untouched (2015) per quartetto d'archi, commissione dell'University of North Carolina per Brooklyn Rider
- Everything That Rises (2017) per quartetto d'archi, commissione di SF Jazz
- The Wind Garden (2017), un capolavoro pubblico permanente commissionato dalla Stuart Collection all'University of California San Diego
- Become Desert (2018), un'opera per cinque gruppi, in prima assoluta alla Seattle Symphony's Benaroya Hall, il 29 marzo 2018, diretta da Ludovic Morlot

## Discografia
- songbirdsongs (1981) [LP]
- A Northern Suite/Night Peace (1983) [LP]
- Forest Without Leaves (1987) [LP]
- The Far Country (1993)

1. Dream in White on White
2. Night Peace
3. The Far Country of Sleep

- Earth and the Great Weather (1995)
- Clouds of Forgetting, Clouds of Unknowing (1997) – nominated for the 1999 Grammy Award in the Best Classical Contemporary Composition and Best Orchestral Performance categories
- Dark Wind (2002)
- The Light That Fills the World (2002)

1. The Farthest Place
2. The Light That Fills the World
3. The Immeasurable Space of Tones

- In the White Silence (2003)
- Strange and Sacred Noise (2005)
- The Mathematics of Resonant Bodies (2006)
- for Lou Harrison (2007)
- red arc/blue veil (2007)

1. Dark Waves
2. Among Red Mountains
3. Qilyuan
4. red arc/blue veil

- The Place We Began (2009) – appears on 2009's Best (Mostly) 'New Music', from WNYC
- Four Thousand Holes (2011)

1. Four Thousand Holes
2. . . . and bells remembered . . .

- songbirdsongs (2012)

1. songbirdsongs
2. Strange Birds Passing

- Inuksuit (2013). So Percussion Ensemble, Doug Perkins (cond.). CD and DVD recording. Cantaloupe Music [no catalog number].
- Become Ocean (2014). Seattle Symphony; Ludovic Morlot, conductor, Cantaloupe Music CA 21101[21]
- The Wind In High Places (2015)[22]
- Ilimaq (2015) Glenn Kotche, Cantaloupe Music
- Everything That Rises (2017), JACK Quartet (CD, Cold Blue Music CB0051, February 2018)

## Scritti
- The Place Where You Go To Listen – In Search of an Ecology of Music (Wesleyan University Press, 2009)
- "The Immeasurable Space of Tones," Musicworks 91 (Spring, 2005)
- "Sonic Geography Alaska," Musicworks 93 (Fall, 2005)
- "Winter Music: Composing the North", (Wesleyan University Press, 2004)
- "Global Warming and Art", Orion (September – October, 2003)
- "Global Warming and Art", Musicworks 86 (Summer, 2003)
- "Winter Music. A Composer's Journal", In The Best Spiritual Writing 2002 (Harper Collins, 2002)
- "Winter Music. A Composer's Journal", Musicworks 82 (February, 2002)
- "The Place Where You Go to Listen", In The Book of Music and Nature (Wesleyan University Press, 2000) pp. 181–182.
- "Winter Music. A Composer's Journal", In Reflections on American Music (Pendragon Press, 2000) pp. 31–48.
- "Strange and Sacred Noise", Yearbook of Soundscape Studies (Vol. 1: "Northern Soundscapes," ed. R. Murray Schafer and Helmi Järviluoma, 1998), pp. 143–146.
- "The Place Where You Go to Listen", Terra Nova, 2/3, 1997, pp. 15–16.
- "From the Ground Up", The Utne Reader, March/April, 1995, p. 86.
- "Resonance of Place, Confessions of an Out-of-Town Composer", The North American Review, January/February, 1994, pp. 8–18.